# Artur Michalkiewicz
Artur Paweł Michalkiewicz (ur. 11 września 1977 we Wrocławiu), polski zapaśnik, mistrz Europy.
28 kwietnia 2006 roku zdobył w Moskwie tytuł mistrza Europy w zapasach w stylu klasycznym w wadze 84 kg. W kolejnych pojedynkach w drodze do mistrzostwa pokonał Nazmi Avlucę, Andreę Minguzziego, Aleksieja Miszina, Wiaczesława Makarenkę oraz w finale Denisa Forowa.
Jest żołnierzem Centrum Szkolenia Wojsk Inżynieryjnych i Chemicznych we Wrocławiu.
Dwukrotnie startował na igrzyskach olimpijskich: w 2000 zajął 9. miejsce (kat. 76 kg), a w 2008 odpadł w 1. rundzie.
W roku 2011 zakończył karierę sportową. Był zawodnikiem Śląska Wrocław.